# Собор Сан-Джиминьяно
Колледжата ди Санта-Мария-Ассунта (итал. Collegiata di Santa Maria Assunta) — римско-католическая коллегиальная церковь и малая базилика Вознесения Девы Марии) в Сан-Джиминьяно, Тоскана, в центральной Италии. Часто именуется собором (Duomo di San Gimignano). Располагается на Соборной площади в центре города. Церковь знаменита фресками эпохи Возрождения, созданными такими художниками, как Доменико Гирландайо, Беноццо Гоццоли, Таддео ди Бартоло, Липпо Мемми и Бартоло ди Фреди. Церковь входит в список Всемирного наследия ЮНЕСКО «Исторический центр Сан-Джиминьяно», а её фрески названы в документах ЮНЕСКО как «произведения выдающейся красоты».
В церкви находятся мощи покровителя города — святого Геминиана (Сан-Джиминьяно), причисленного к лику блаженных епископа Модены, чей день празднуется 31 января. 8 мая 1300 года в Сан-Джиминьяно в качестве посла Гвельфской лиги в Тоскане прибыл Данте Алигьери, а в 1497 году с кафедры этой церкви проповедовал Джироламо Савонарола. В декабре 1932 года папа Пий XI возвёл коллегиальную церковь в достоинство малой базилики.

## История
Строительство первого здания церкви началось в XI веке, вероятно, около 1056 года). В начале XII века значение Сан-Джиминьяно, а также и его главной церкви, неуклонно росло из-за проходившей через город Дороги франков, пути пилигримов в Рим. Церковь была освящена 21 ноября 1148 года и посвящена святому Геминиану в присутствии папы Евгения III и четырнадцати прелатов. Это событие увековечено мемориальной доской на фасаде церкви. В 1239 году церковь была реконструирована, а в 1263 году перед ней была построена парадная лестница. Сила и власть города продолжали расти, и вскоре у него нашлась возможность получить автономию от Вольтерры. Церковь владела землёй и пользовалась многочисленными привилегиями, которые одобрялись папскими буллами и указами. Она получила статус коллегиальной 20 сентября 1471 года.
В течение XIII—XV веков церковь была обогащена добавлением фресок и скульптур. Западная часть здания (где по раннехристианской традиции находился алтарь) была изменена и расширена по проекту архитектора Джулиано да Майано между 1466 и 1468 годами, включая сакристию, Капеллу Непорочного Зачатия и Капеллу Святой Фины. Архитектор поднял крещатый свод и пресвитерий. Церковь была повреждена во время Второй мировой войны. Реставрация началась в 1951 году.

## Архитектура
Церковь находится в западной части Соборной площади, отчего и называется собором (итал. duomo), хотя церковь никогда не была резиденцией епископа. Фасад церкви по раннехристианской традиции ориентирован на восток, а алтарь — на запад, как и в Соборе Святого Петра в Риме и других старых базиликах. Церковь построена в романском стиле XII—XIII веков, о чём свидетельствует её простой и суровый фасад, который соединяется с площадью широкой лестницей и имеет две симметричные двери, но в нём отсутствует центральный портал. Дверные проёмы увенчаны каменными перемычками с углублёнными полуциркульными «слепыми» арками, сделанными из необычного камня габбро. В верхней части фасада находится роза (большое круглое окно), а по сторонам над каждой дверью — окна меньшего размера, дающие свет в боковые нефы церкви. Роль главного архитектора церкви средневекового периода приписывают Маттео ди Бурдисенду, чья активность была зафиксирована в 1239 году, но на самом деле он лишь проектировал центральное окно, а о его последующем вкладе мало что известно. Под окном есть отверстие (щель), которое указывает на место окна, освещавшего алтарь ранней церкви, и может быть наиболее заметным признаком переориентации здания вследствие перестройки XII века, хотя это предположение не полностью согласовано учёными.
В северной части здания, в углу между трансептом и алтарём, находится строгая прямоугольная колокольня с единственными арочными отверстиями с каждой стороны. Она может относиться и к ранней церкви или же она могла быть одной из многочисленных в городе башен-домов, перешедших в распоряжение церкви. В южной оконечности разместилась Лоджия купели — крытая аркада XIV века с толстыми восьмиугольными колоннамии и крещатым сводом.
Церковь имеет план в виде латинского креста с центральным и боковыми нефами, которые разделены аркадами из семи романских полуциркульных арок, опирающихся на колонны с упрощёнными коринфскими капителями. Алтарь построен в форме простого прямоугольника и имеет единственное арочное окно в апсиде. Своды церкви датируются серединой XIV века. Хоть церковь была и построена в эпоху готики и соответственно украшена, профили нервюры сделаны полукруглыми в романском стиле. Верхний ряд окон представлен маленькими окошками, вставленными при возведении свода; вместе со стрельчатыми окнами в северной стене бокового нефа.

## Внутреннее убранство
Романские архитектурные детали интерьера подчёркнуты декоративным использованием цвета, с вуссуарами (клиновидными элементами) аркад, сделанными поочерёдно из белого и чёрного камня, тем самым придающими аркадам полосатую раскраску, как в кафедральном соборе в Орвието. Весь свод расписан ляпис-лазурью и усеян золотыми звёздами, а рёбра свода подчёркнуты полосами красного, белого и золотого цветов.
Церковь больше всего знаменита практически нетронутым циклом фресок, покрывающих все внутренние стены, большинство которых датируется XIV веком и представляют собой работы художников Сиенской школы живописи, испытавших влияние византийских традиций Дуччо ди Буонинсенья и новаций Джотто ди Бондоне периода раннего Возрождения. Фрески подразделяются на несколько циклов: сюжеты Ветхого Завета, Нового Завета, Страшного суда, а также Благовещения, Мученичества Святого Себастьяна, и историй местной святой по имени Фина, а также другие картины.

### Цикл сюжетов Ветхого Завета
Стена левого нефа украшена фресками, состоящими из шести композиций. Фрески первой находятся в плохом состоянии, а в шестой были повреждены и частично уничтожены при установке трубы органа. Остальные картины, за исключением восстановленной панели шестой композиции, являются работой Бартоло ди Фреди, и, согласно надписи, были закончены около 1356 года. Цикл состоит из трёх ярусов, в каждом из которых события изображены в хронологическом порядке слева направо.
- Бартоло ди Фреди. Сотворение Адама
- Бартоло ди Фреди. Разбойники угоняют скот и убивают слуг Иова
- Бартоло ди Фреди. Армия фараона утопает в Чёрмном море
- Липпо Мемми. Вход Христа в Иерусалим
- Липпо Мемми. Тайная вечеря
- Таддео ди Бартоло. Страшный суд. Деталь

#### Верхний ярус
Верхний ярус размещается в люнетах под сводом и изображает историю Сотворения мира.
1. Сотворение неба
2. Сотворение Адама
3. Адам даёт имена животным
4. Сотворение Евы
5. Бог запрещает Адаму и Еве прикасаться к запретным плодам
6. Грехопадение (утеряна)

#### Средний ярус
В среднем ярусе показаны остальные десять сцен, а также две дальние справа, которые были утрачены во время установки орга́на.
1. Изгнание Адама и Евы из рая
2. Каин убивает Авеля
3. Ной со своей семьёй строит ковчег
4. Животные заходят на ковчег
5. Ной и его семья благодарят Бога за спасение после Великого потопа
6. Опьянение Ноя
7. Авраам и Лот покидают страну Халдейскую
8. Авраам и Лот решают дружелюбно разойтись
9. Сон Иосифа
10. Братья Иосифа бросают его в ров
11. История Иосифа в Египте (утрачена)
12. История Иосифа в Египте (утрачена)

#### Нижний ярус
В нижнем ярусе располагаются десять сцен.
1. Иосиф задерживает братьев
2. Иосиф раскрывает себя своей семье
3. Моисей превращает жезл в змею
4. Армия фараона утопает в Чёрмном море (фреска занимает две секции)
5. Моисей на горе Синай
6. Бог позволяет дьяволу отнять у Иова всё имущество
7. Разбойники угоняют скот и убивают слуг Иова
8. Вихрь разрушает дом Иова, где собрались все его дети, и они гибнут
9. Иов прославляет Бога
10. Иова, заболевшего проказой, навещают его друзья
11. Утраченная сцена

### Цикл Нового Завета
Шесть картин в правом нефе церкви, изображающие сцены из Нового Завета, не определены в отношении авторства. Джорджо Вазари утверждал, что фрески были выполнены Барна да Сиена и что однажды Барна упал с лесов и разбился насмерть. Имя «Барна» относительно живописи церкви Санта-Мария-Ассунта упоминается в Комментариях Лоренцо Гиберти. В 1927 году архивариус Пелео Баччи сделал предположение, что на самом деле никакого Барны не было, а фрески принадлежат Липпо Мемми. Гипотеза не получала поддержки и не обсуждалась в течение пятидесяти лет. Однако в 1976 году она была пересмотрена, и Гордон Моран предположил, что имела место неправильная транскрипция слова «Бартоло» в «Барна» (Бартоло ди Фреди, автор фресок на темы Ветхого Завета).
Ныне большинство учёных признают, что цикл Нового Завета был выполнен Липпо Мемми, которому возможно помогали его братья Федерико Мемми и Меммо ди Филиппо. Липпо Мемми испытал влияние своего более известного зятя Симоне Мартини. Творением художника также является «Маэста» в Зале Совета Палаццо Комунале, которой подражал Симоне Мартини в Палаццо Пубблико в Сиене. Видимо, цикл Нового Завета правого нефа церкви был выполнен раннее сцен Ветхого Завета в период с 1335 по 1445 год.
Сцены Нового Завета разделены на четыре отдельных рассказа, которые не следует рассматривать слева направо, как в левом нефе церкви. Как и слева, они разделены на три яруса. Верхний ярус размещён в люнетах между сводами.

#### Верхний ярус
Верхний ярус показывает Рождество Иисуса Христа. Фрески читаются справа налево и состоят из шести сюжетов.
1. Благовещение
2. Рождество и Поклонение пастухов
3. Поклонение волхвов
4. Представление Иисуса в храме
5. Избиение младенцев
6. Бегство в Египет

#### Средний ярус
Средний ярус показывает сцены из жизни Христа, начиная с четвёртого фрагмента (ниже картины Сретения), состоит из восьми сцен. Сцены умело сочетаются таким образом, чтобы элементы повествования можно было сравнить или сопоставить. В четвёртом фрагменте показаны сюжеты: Христос среди учителей в Иерусалимском храме, Поругание и увенчание терновым венцом.
1. Иисус среди учителей в Иерусалимском храме
2. Крещение Христа
3. Призвание апостола Петра
4. Брак в Кане Галилейской (повреждена во время Второй мировой войны)
5. Преображение
6. Воскрешение Лазаря
7. Вход Христа в Иерусалим
8. Народ приветствует Иисуса в Иерусалиме (две последние сцены являются одним событием, и занимают более двух секций)

#### Нижний ярус
Нижний ярус изображает Страсти Христовы. Он продолжается под картиной Вход Христа в Иерусалим и состоит из восьми сцен более чем в четырёх фрагментах.
1. Тайная вечеря
2. Иуда соглашается предать Иисуса за тридцать сребреников
3. Иисус молится в Гефсиманском саду
4. Поцелуй Иуды
5. Иисус в претории
6. Бичевание Христа
7. Поругание и увенчание терновым венцом
8. Иисус несёт крест на Голгофу

#### Пятый и шестой фрагменты
Пятый фрагмент, находящийся под люнетом с сюжетом Избиения младенцев, изображает единственную большую сцену Распятия.
Шестой фрагмент, находящийся под люнетом со сценой Бегства в Египет, изображал четыре сцены (уничтоженные в XV веке) событий после Распятия. Предположительно это:
1. Снятие с креста
2. Сошествие в ад
3. Воскресение
4. Троица

### Страшный суд
Фреска выполнена на контрфасаде (внутренней стене фасада церкви) и примыкающих к нефу стенах. Она была закончена в 1393 году Таддео ди Бартоло. В центральной части изображён Христос-Судия вместе с Пресвятой Девой Марией, святым Иоанном и апостолами. Справа показан разрушенный рай. Слева находится ад, где изображены страшные муки, ожидающие того, кто совершит смертный грех.

### Капелла святой Фины
Капелла была описана как «одно из сокровищ архитектуры, живописи и скульптуры Возрождения». Она была посвящена молодой девушке по имени Серафима, более известной как Фина и ставшей местной святой. Будучи благочестивым ребёнком, Фина осталась сиротой в очень раннем возрасте, а потом страдала от болезни, которая превратила её в инвалида. Каждый день она лежала на деревянном поддоне, отказавшись от кровати. За ней ухаживали две женщины. По легенде, за восемь дней до смерти в возрасте пятнадцати лет, ей было видение, в котором папа Григорий I сообщил ей о близкой смерти. В день её кончины, 12 марта 1253 года, колокола Сан-Джиминьяно начали звонить сами по себе, а вокруг её лежанки выросли бледные лиловые цветы. Когда сиделка положила её тело, рука умершей пошевелилась и коснулась её, тем самым излечив женщину от паралича руки, которым она страдала от многочасового поддерживания головы Фины. В день похорон, один слепой мальчик из хора, дотронувшись до её стопы, прозрел. Люди верят, что каждый раз на день её памяти в Сан-Джиминьяно расцветают бледные цветы.
Капелла была построена в седьмой аркаде правого нефа Джулиано да Майано, а его брат Бенедетто внёс некоторые детали и закончил резьбу алтаря. Под алтарём была похоронена святая Фина. Стены капеллы были расписаны Доменико Гирландайо около 1475 года. На фресках изображено «Посещение папы Григорием святой Фины» и «Похороны святой Фины» с различными чудесами, включая сцены исцелений и ангела, звонящего в колокола на дальнем плане. Свод и его паруса были украшены Себастьяно Майнарди, на них видны фигуры евангелистов, пророков и Учителей Церкви.

### Капелла Непорочного зачатия
Капелла была построена в 1477 году и видоизменена в XVII веке. В боковых люнетах находятся фрески Никколо ди Лапи, изображающие Рождество Девы Марии и праздничную мессу святого Филиппа Нери. На своде — фреска Пьетро Дандини Коронование Богоматери. Алтарный образ украшен произведением Лодовико Карди Непорочного зачатия Девы Марии конца XVI века.

### Другие произведения
В дальней части нефа, под сценой «Страшного суда» находится фреска «Мученичество святого Себастьяна» работы Беноццо Гоццоли 1465 года. Фреска была заказана горожанами Сан-Джиминьяно согласного данного ними обету почитать святого, чьё вмешательство, как полагали, ослабило вспышку чумы в 1464 году. Фреска показывает образы Христа и Девы Марии во славе, внизу — святого Себастьяна, стоящего на классическом постаменте, осыпаемого стрелами и терпящего муки. В это время его коронуют ангелы.
Беноццо Гоццоли, работая над баптистерием во Флоренции, учился у Лоренцо Гиберти. Он выполнил два других важных заказа в Сан-Джиминьяно. Оба — для церкви Сант-Агостино: цикл фресок о жизни Блаженного Августина, выполненный в 1464—1465 годах, и цикл о другом святом Себастьяне, показывающий горожан, укрывшихся под его плащом.

#### Благовещение
В Лоджии купели к югу от церкви размещены несколько маленьких фресок со святыми, а также большая работа, Благовещение, которая изначально приписывалась Гирландайо, но теперь её автором считается Себастьяно Майнарди, предположительно завершивший её в 1482 году. Напротив Благовещения стоит купель, которая была убрана из церкви и находится на этом месте с 1632 года. Она имеет форму шестиугольника, на одной её стороне виден рельеф, на переднем плане которого изображено Крещение Христа, а на двух примыкающих панелях — стоящие на коленях ангелы. Это работа сиенского скульптора Джованни ди Чекко, которая была заказана Гильдией шерстяников в 1379 году.
- Доменико Гирландайо. Похороны святой Фины
- Мученичество святого Себастьяна
- Себастьяно Майнарди. Благовещение. 1482. Фреска

### Произведения Якопо делла Кверча и других художников
- Благовещение, фигуры ангела и Девы Марии, вырезанные из дерева Якопо делла Кверча установлены в конце нефа. Они созданы около 1421 года и позднеее раскрашены Мартино ди Мартоломео[23].
- Папа Григорий предвещает смерть святой Фины, фреска начала XIV века в люнете правой аркады нефа, предположительно работа Сенья ди Бонавентура[20].
- В главном алтаре церкви находится большой мраморный киворий и два стоящих на коленях ангела с подсвечниками, работа Бенедетто да Майано (брата Джулиано), созданные в то же время, что и запрестольный образ и скиния в Капелле святой Фины (1475 год)[24].
- Крест с Распятием в капелле сделан флорентийским скульптором Джованни Антонио Нофери в 1754 году. Он также украсил мраморный пол капеллы[24].